# یاسیکووو
یاسیکووو (به صربی: Jasikovo) یک منطقهٔ مسکونی در صربستان است که در مایدانپک واقع شده‌است. یاسیکووو ۷۱۷ نفر جمعیت دارد.